# Jump for Joy
Pour les articles homonymes, voir Jump for Joy (homonymie).
Jump for Joy  est un album du saxophoniste de jazz Julian "Cannonball" Adderley enregistré et publié en  1958. 
Les titres qui composent cet album sont tirés de la comédie musicale Jump for Joy (1941, musique de Duke Ellington et Hal Borne).  Julian "Cannonball" Adderley est accompagné par un combo de jazz et un quatuor à cordes. Les arrangements ont été écrits par Bill Russo.

## Historique
Les pistes qui composent cet album ont été enregistrées à New York, le 20 et le 21 aout décembre 1958.
Cet album a été initialement publié en 1958 par le label EmArcy (MG 36146).

## Titres de l’album
| No  | Titre                                       | Auteur                                           | Durée |
| --- | ------------------------------------------- | ------------------------------------------------ | ----- |
| 1.  | Two Left Feet                               | Hal Borne, Paul Francis Webster                  | 3:12  |
| 2.  | Just Squeeze Me (But Please Don't Tease Me) | Duke Ellington, Lee Gaines                       | 3:15  |
| 3.  | I Got It Bad (And That Ain't Good)          | Duke Ellington, Paul Francis Webster             | 2:35  |
| 4.  | Nothin'                                     | Hal Borne, Ray Golden, Sid Kuller                | 4:32  |
| 5.  | Jump for Joy                                | Duke Ellington, Sid Kuller, Paul Francis Webster | 3:18  |
| 6.  | Bli-Blip                                    | Duke Ellington, Sid Kuller                       | 3:48  |
| 7.  | Chocolate Shake                             | Duke Ellington, Paul Francis Webster             | 2:40  |
| 8.  | If Life Were All Peaches and Cream          | Duke Ellington, Paul Francis Webster             | 5:12  |
| 9.  | Brown-Skin Gal (In the Calico Gown)         | Duke Ellington, Paul Francis Webster             | 2:47  |
| 10. | The Tune of the Hickory Stick               | Duke Ellington, Paul Francis Webster             | 3:24  |

## Personnel
- Julian "Cannonball" Adderley - saxophone alto
- Emmett Berry - trompette
- Leo Kruczek, Gene Orloff - violon
- Dave Schwartz - alto
- George Ricci - violoncelle
- Bill Evans - piano
- Barry Galbraith - guitare
- Milt Hinton - contrebasse
- Jimmy Cobb - batterie
- Bill Russo - arrangeur